# Garra barreimiae
Garra barreimiae је зракоперка из реда Cypriniformes.

## Угроженост
Ова врста се сматра рањивом у погледу угрожености врсте од изумирања.

## Распрострањење
Ареал врсте је ограничен на мањи број држава. 
Врста је присутна у Бахреину, Оману и Уједињеним Арапским Емиратима.

## Станиште
Станиште врсте су слатководна подручја.